# Virtua Fighter
Cet article concerne la série de jeux vidéo. Pour le premier jeu de la série, voir Virtua Fighter (jeu vidéo). Pour les autres articles homonymes, voir Virtua Fighter (homonymie).
Virtua Fighter (バーチャファイター) est une série de jeux vidéo de combat de Sega. Précurseur du genre en 3D, la série est développée par Sega-AM2, un studio interne de Sega. Sortie sur borne d'arcade, la série a été déclinée sur Mega Drive, 32X, Saturn, Dreamcast, PlayStation 2, PlayStation 3 et Xbox 360.

## Historique

### Versions arcades
Le premier Virtua Fighter sort en 1993 sur borne d'arcade utilisant le système d'arcade Sega Model 1, il est considéré comme le premier jeu de combat à base de polygones. Le jeu comporte huit personnages. Virtua Fighter 2 sort en novembre 1994, deux nouveaux personnages y sont ajoutés : Shun Di et Lion Rafale. Le second opus utilise le système Sega Model 2, permettant la capture de mouvement des personnages ainsi qu'un mappage de texture filtrée pour les environnements,. Pour la capture de mouvement, Yū Suzuki a utilisé la technologie de l'armée américaine pour obtenir une meilleure animation de ses personnages. Une mise à jour légèrement modifiée vient s'ajouter quelque temps après, intitulée simplement Virtua Fighter 2.1. Cette version apporte quelques retouches au gameplay et quelques améliorations graphiques.
Virtua Fighter 3 sort en septembre 1996 et introduit deux nouveaux personnages, Taka-Arashi. Virtua Fighter 3 utilise le Sega Model 3, permettant une amélioration des graphismes, passant par l'anticrénelage, le filtrage trilinéaire ou encore le MIP mapping. Le jeu ajoute également des effets d'ondulation dans certaines arènes et ajoute un quatrième bouton pour esquiver.
Virtua Fighter 4 sort en 2001 et présente ses deux nouveaux personnages, Vanessa Lewis et Lei Fei, mais se voit retirer Taka-Arashi du casting. Le jeu utilise le système Sega Naomi 2 ainsi que pour ses futures mises à jour. La nouvelle commande permettant d'esquive de Virtua Fighter 3 a été supprimée pour ce quatrième opus. Virtua Fighter 4 Evolution sort une année plus tard et deux nouveaux personnages y sont ajoutés : Brad Burns et Goh Hinogami. Une nouvelle mise à jour est présentée aux joueurs japonais uniquement, intitulé  Virtua Fighter 4 Final Tuned, elle présente de nouvelles arènes, quelques équilibrages au niveau du gameplay ainsi que quelques objets de personnalisation en plus.
Virtua Fighter 5 sort le 12 juillet 2006 au Japon via Sega Lindbergh et y introduit deux nouveaux personnages : Eileen et El Blaze. Comme pour les anciens jeux de la série, Virtua Fighter 5 est revu et mis à jour par deux reprises. La première mise à jour s'intitule Virtua Fighter 5 R et sort le 24 juillet 2008, marquant le retour de Taka Arashi tout en y ajoutant un nouveau personnage, Jean Kujo. La seconde mise à jour s'intitule Virtua Fighter 5 Final Showdown et sort le 29 juillet 2012 sur arcade.

### Versions consoles
Le premier Virtua Fighter paru sur borne d'arcade en 1993 est porté l'année suivante avec le lancement de la nouvelle console de Sega, la Sega Saturn sortie le 22 novembre 1994 au Japon, la version est presque identique à la version arcade. Virtua Fighter 2 sort le 1er décembre 1995 sur Sega Saturn au Japon, les arrières-plans 3D sont rendus en 2D dans sa version console, ayant pour conséquence le retrait de certains aspects visuels, tels que le retrait du pont du niveau de Shun Di.
Grâce au succès de la version arcade, Virtua Fighter 2 devient vite un jeu incontournable de la Sega Saturn au Japon et fait partie des meilleures ventes de la console. Le titre est refait en jeu de combat 2D pour la Mega Drive en 1996, négligeant les personnages Shun et Lion pour un total de huit personnages. Virtua Fighter 3 sort en 1996 en arcade et est porté en 1998 sur Dreamcast. Après l'arrêt de la console 128-bits, Sega annonce ne plus s'investir dans le hardware mais continuera de développer des jeux, c'est ainsi que Virtua Fighter 4 voit son portage arriver sur la console de Sony en 2002 via la PlayStation 2.

### Sorties
- Virtua Fighter est sorti en 1993 sur le système de carte d'arcade Model 1. Il s'agit du premier jeu de combat en 3D. Le système de jeu est seulement basé sur trois boutons (« A » : parer ; « B » : poing ; « C » : pied) mais les combinaisons possibles rendent le nombre de coups et d'enchainements permis très important. Les graphismes sont en 3D non texturés et l'animation des personnages est jugée impressionnante. Le titre a rencontré un grand succès.

- Virtua Fighter: Remix (1995) ne fait qu'ajouter des textures aux personnages, en réponse à la sortie de Tekken de Namco, qui rendait le style graphique de Virtua Fighter obsolète.

- Virtua Fighter 2 (1994) est développé sur Model 2 et présente une importante avancée au niveau des graphismes, du réalisme des combats. Deux nouveaux personnages, Lion Rafale et Shun Di, font leur apparition. La conversion du jeu sur Saturn est considérée comme très fidèle à l'originale, bien que le jeu présente des décors en 2D alors que la version arcade affiche elle, des décors en 3D. C'est un des rares jeux sur cette console qui présente un affichage en haute résolution et affichant 50/60 images par seconde. Le jeu a également été porté sur Mega Drive, mais cette adaptation en graphisme 2D ne possède pas les qualités de l'original.

- Virtua Fighter 2 (1996) est une adaptation de Virtua Fighter 2 en 2D, sortie sur Mega Drive. Lion Rafale et Shun Di, les deux nouveaux personnages de cet opus, ont été retiré pour cette adaptation.

- Virtua Fighter Kids (1996) est une variante de Virtua Fighter 2 où les personnages sont déformés en « SD » (super deformed).

- Virtua Fighter 3 (1996) a été développé sur Sega Model 3. Il instaure un nouveau système d'esquive avec un quatrième bouton (celui-ci est abandonné dès l'épisode suivant). Les graphismes sont encore plus soignés que dans l'épisode précédent mais à cause de cela, et contrairement aux nombreuses rumeurs et informations officielles de l'époque, le jeu ne voit jamais le jour sur Saturn.

- Virtua Fighter 3tb (1998) a été développé sur Sega Model 3. En 1999, il est adapté sur la console suivante de Sega, la Dreamcast, (TB signifie team battle).

- Virtua Fighter 4 (2001) a été développé sur Naomi 2. Il est ensuite adapté en 2002 sur PlayStation 2.

- Virtua Fighter 4 Evolution a été développé sur Naomi 2. Il sort également sur PlayStation 2.

- Virtua Fighter 4 Final Tuned a été développé sur Naomi 2 et n'est sorti qu'au Japon.

- Virtua Quest (2004) est un jeu d'action et de plate forme sorti sur GameCube et PlayStation 2. Il a été accueilli de façon mitigée.

- Virtua Fighter 5 (2006) a été développé sur Lindbergh de Sega. Il a été adapté en 2007 sur PlayStation 3 et Xbox 360. Il se décline en trois versions A, B et C.

- Virtua Fighter 5 R (2008) a été développé sur SEGA Lindbergh. On y voit le retour de Taka-Arashi ainsi que l'arrivée d'un nouveau combattant du nom de Jean Kujo.

- Virtua Fighter 5 Final Showdown (2012) a été développé sur RingEdge et est sorti sur PlayStation 3 et Xbox 360 en téléchargement. En 2016, on retrouve Virtua Fighter 5 Final Showdown inclut dans les jeux d'arcades virtuels de Yakuza 6[18].